# سنگ‌نوشته تلخه‌دان
سنگ نبشته تلخه‌دان مربوط به دوره قاجار است و در شهرستان کوهرنگ، بخش بازفت، روستای تلخه‌دان واقع شده و این اثر در تاریخ ۱۱ مرداد ۱۳۸۴ با شمارهٔ ثبت ۱۲۴۳۱ به‌عنوان یکی از آثار ملی ایران به ثبت رسیده است.